# Margattea beauvoisii
Margattea beauvoisii är en kackerlacksart som först beskrevs av Walker, F. 1868.  Margattea beauvoisii ingår i släktet Margattea och familjen småkackerlackor. Inga underarter finns listade i Catalogue of Life.